# Jñanasutra
Gñanasutra fue un dzogchen (tradición de enseñanzas en el budismo indo-tibetano), discípulo principal y sucesor de Shri Simha en el linaje de las enseñanzas del Dzogchen. Fue a su vez maestro de Vimalamitra.

## Biografía
Nació en Kamala, en India oriental en una familia dalit (desclasada, paria). A pesar de ello Gñanasutra llegó a ser un erudito.
Recibió en visiones una profecía de Vajrasattva que le ordenaba que se dirigiera al templo de Bodhiksetra en China. No cumplió la orden inmediatamente, mientras tanto se encontró con Vimalamitra que por una profecía semejante se había dirigido a China en donde había recibido enseñanzas de Shri Simha.
Tras obtener enseñanzas de Vimalamitra decidió dirigirse a China, en donde finalmente recibió transmisiones de Shri Simha durante doce años en los ciclos externo, interno y secreto.
Cuando iba a despedirse, Shri Simha le preguntó:
―¿Estás satisfecho?
―Sí, lo estoy.
―¡Pero no te he dado nada! ―respondió el maestro.
En ese instante se despertó la comprensión de Gñanasutra y Shri Simha consintió en transmitirle las iniciaciones externas y durante tres años el ciclo secreto insuperable que aún no había recibido Vimalamitra.
Cuando Shri Simha se encontraba a punto de pasar al paranirvāṇa le tendió un joyero que contenía su testamento espiritual, Los siete clavos (en tibetano: གཟེར་བུ་བདུན་པ, Wyl. Gzer bu dbun pa), en donde se mencionaba la existencia de los textos Ñing tik, escondidos en una columna del templo Tashi Trik Go. Tras rescatar estos textos Gñanasutra se instaló en el osario de Bhashing, donde enseñó a las dakinis. Las dakinis avisaron a Vimalamitra que se les unió y así pudo reunir el conjunto de transmisiones que le faltaban además del testamento espiritual, Los cuatro métodos para vivir naturalmente (en tibetano: བཞག་ཐབས་བཞི, Wyl. Bzhag thabs bzhi).